# 欢喜永宁桥
欢喜永宁桥，原名李王桥，是中国浙江省杭州市拱墅区的一座单孔石拱桥。
桥梁位于上塘河上，始建于清乾隆三十五年（1770年）。桥长47米，宽6.5米，高7.5米，东西有45级台阶，栏板望柱刻有石狮，桥中心有莲花浮雕，两侧有桥联，其中一组为“北抵盐官庆安澜于海甸，南环省会瞻竟秀于湖山”。
2000年，欢喜永宁桥被列入杭州市文物保护单位。2013年，成为第七批全国重点文物保护单位大运河的子项——杭州运河古桥的三个细项之一。
2014年，为方便非机动车过桥，桥梁中间增设一条水泥道，引起争议。2017年7月6日，因为暴雨导致桥内填土吸水膨胀，欢喜永宁桥东北侧坍塌，修复中发现并还原了桥梁初建时的两只清代石狮。2018年7月17日，欢喜永宁桥完成修复并开放通行。

## 图片

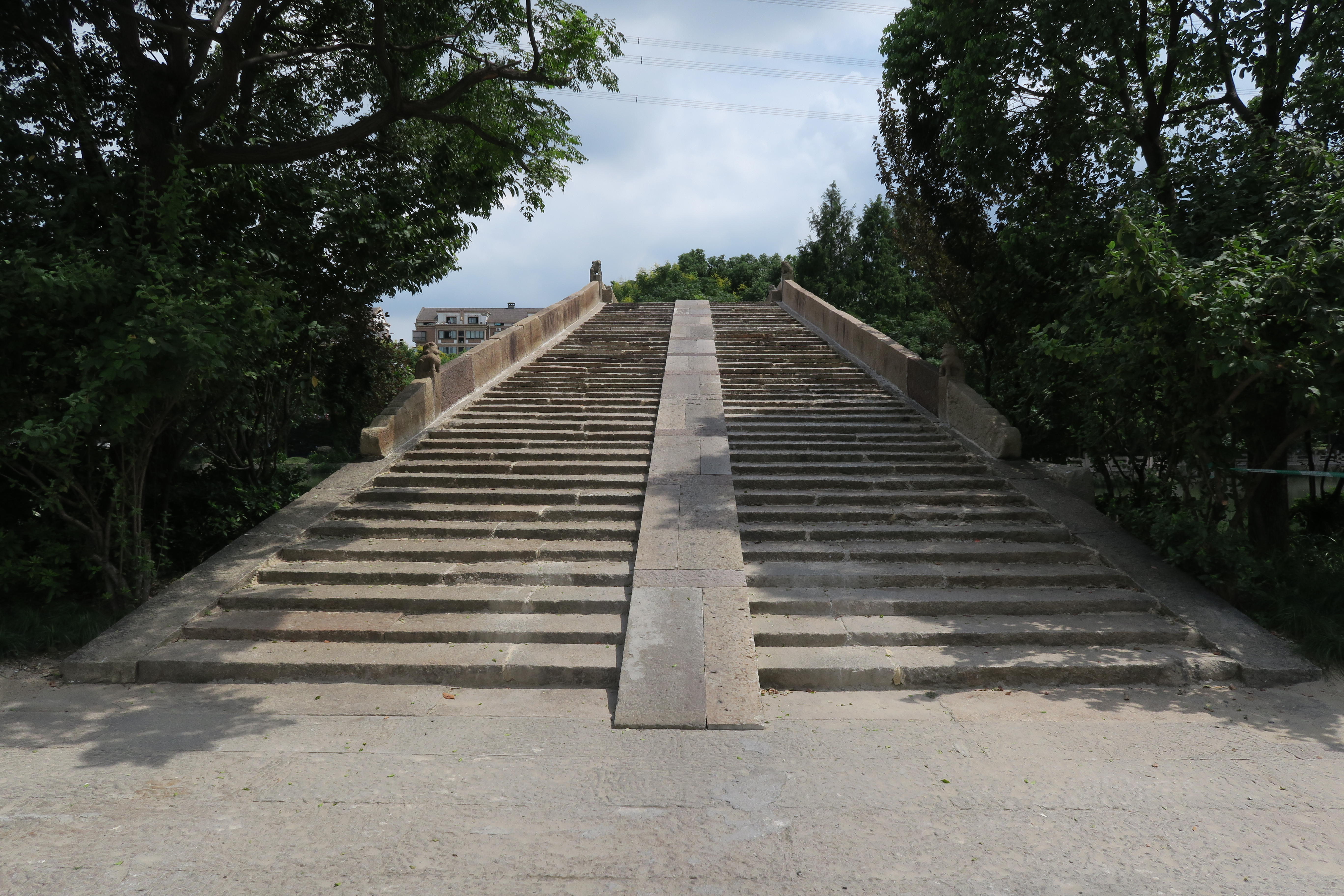
北侧桥堍
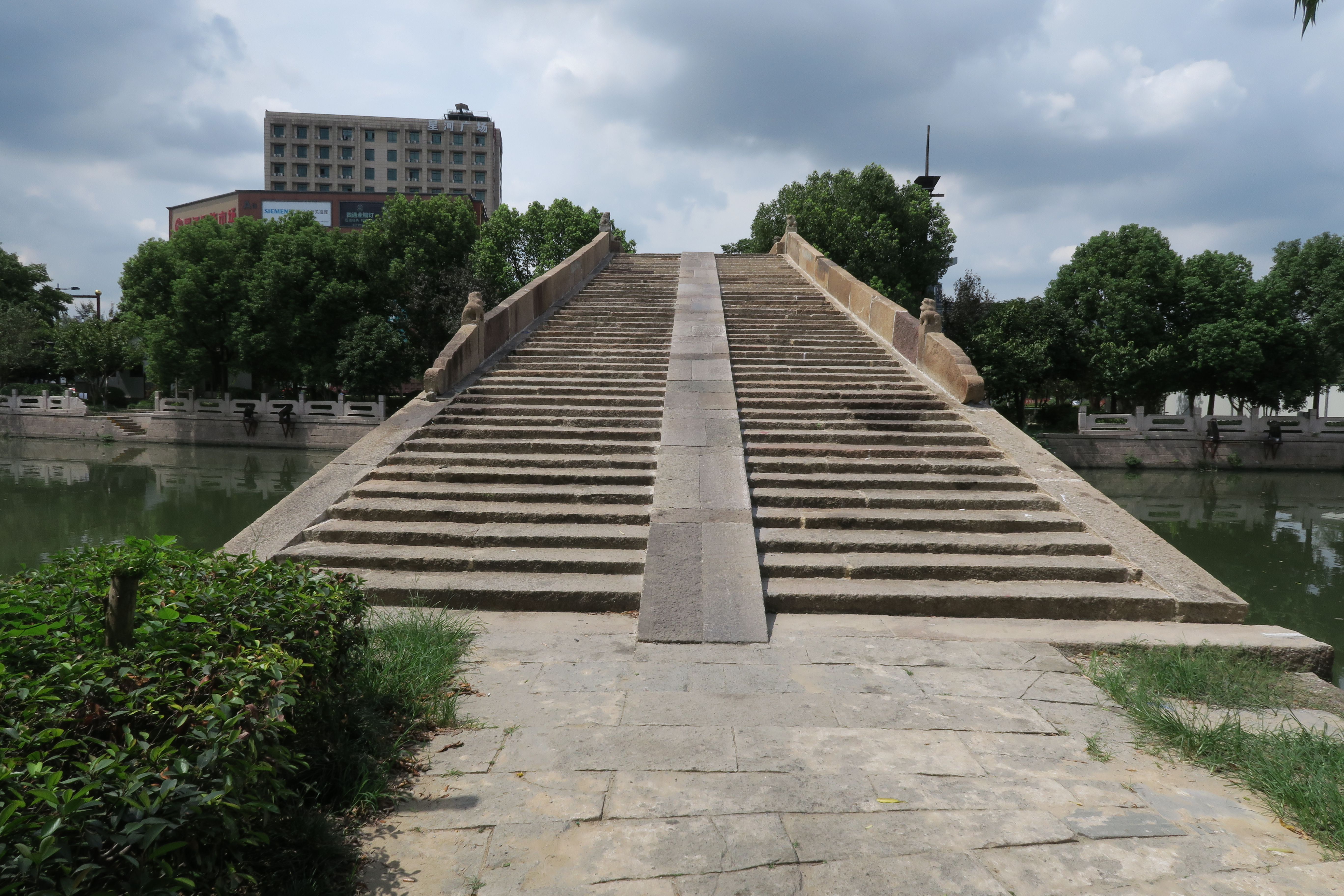
南侧桥堍
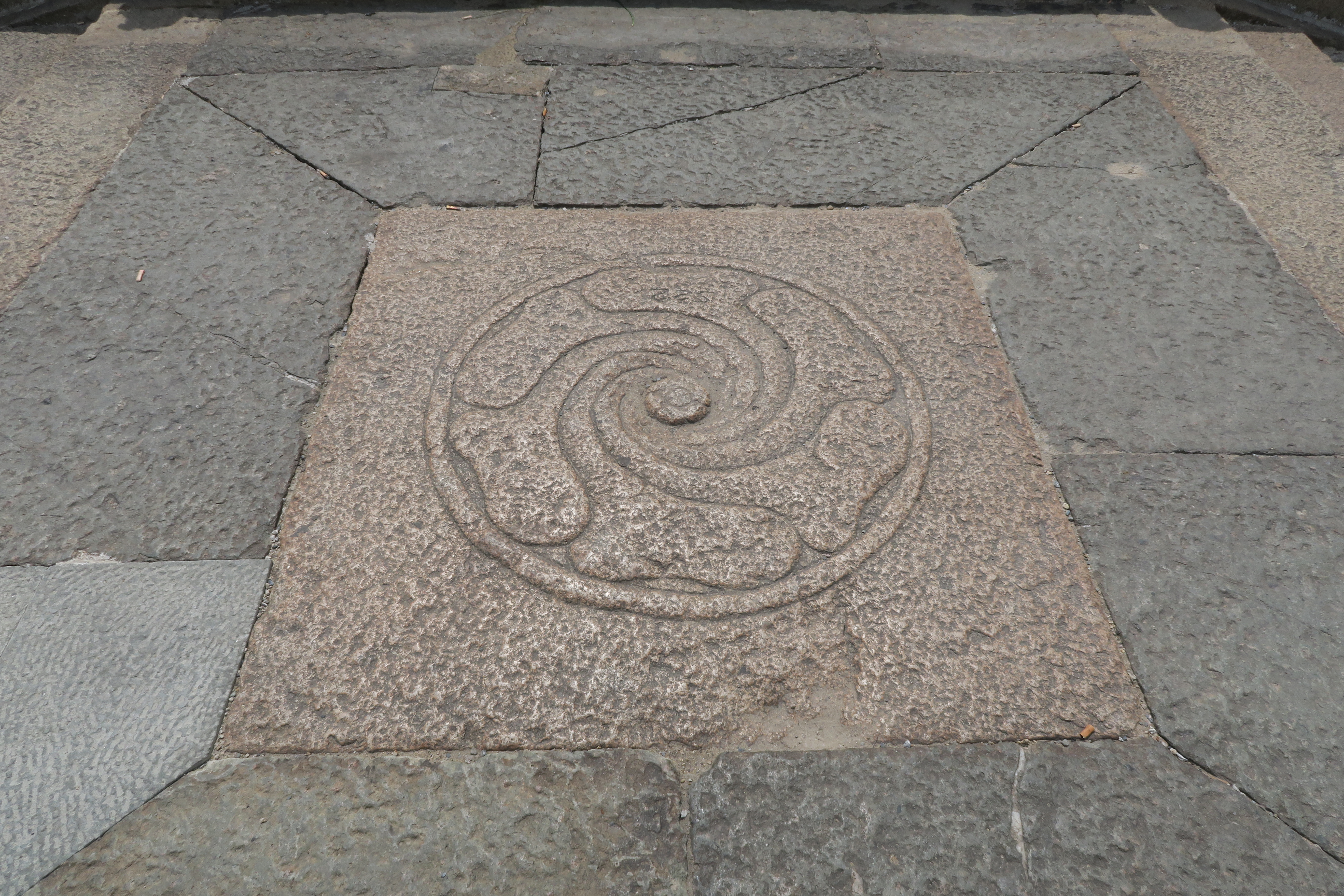
桥心莲花浮雕
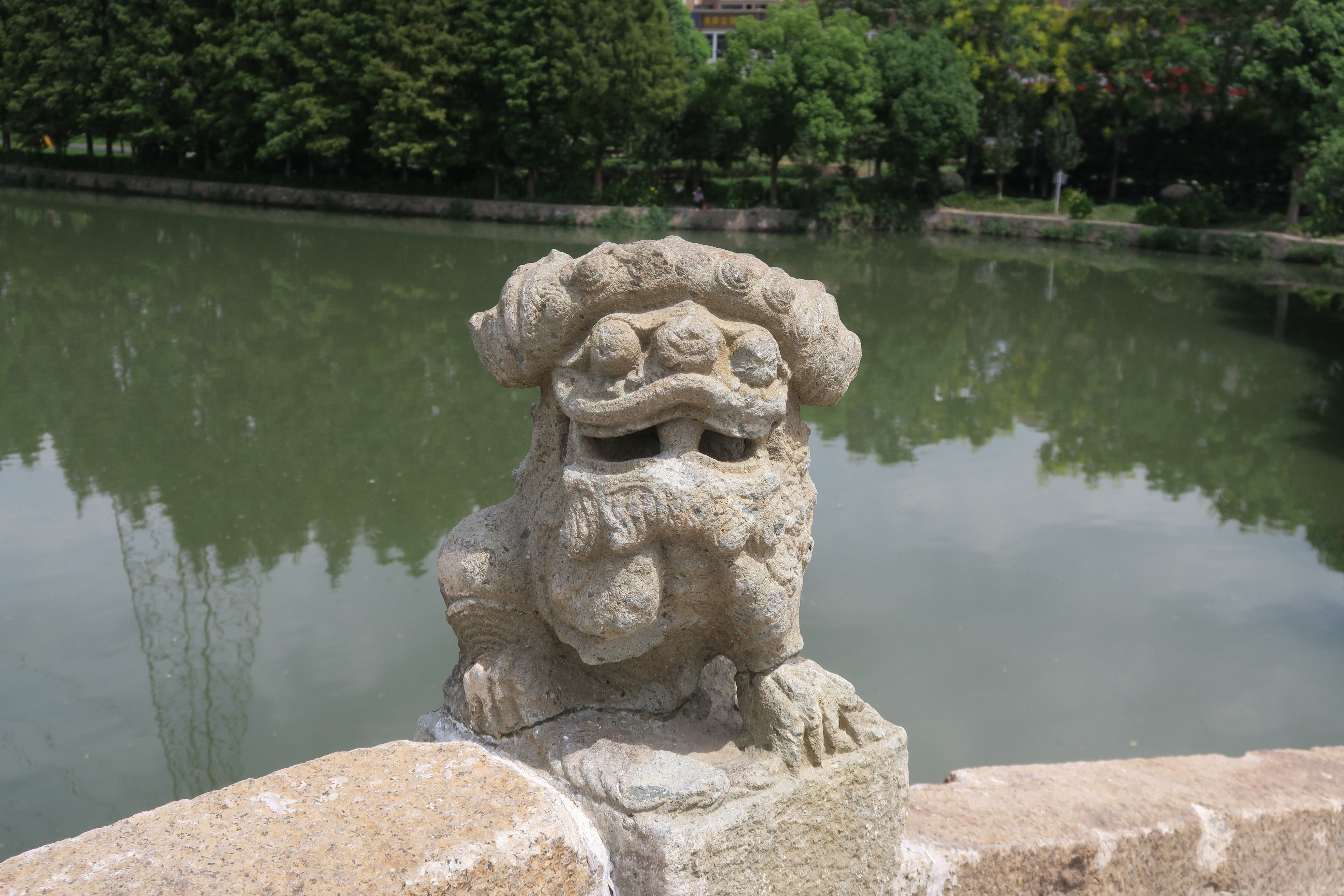
乾隆年间所刻石狮